# 春日森の文化博物館
春日森の文化博物館（かすがもりのぶんかはくぶつかん）は、岐阜県揖斐郡揖斐川町にある博物館。
関連施設として森の染織工房アトリエのの、森のくらし館、長者の里キャンプ場がある。

## 概要
- 地方自治法第244条の2の規定に基づき設置されている揖斐川町の博物館の一つである[4]。
- 旧・春日村の歴史、山林の産業史、森林の文化をテーマとした博物館である[1]。1994年（平成6年）5月30日着工、1995年（平成7年）4月29日春日村森文化博物館として開館[1]。2005年（平成17年）に（旧）揖斐川町、谷汲村、久瀬村、春日村、坂内村、藤橋村と合併し、（新）揖斐川町が発足すると、春日森の文化博物館に改称する。

## 施設概要
- 森の展示室

森の物語（春日のまつり、民話など）
森とからだ（伊吹山の薬草、道具など）
森と風と民（炭焼き、製鉄民、のの）
- 森のシアター

老朽化などで一時休止していたが、2020年（令和2年）再開。
- 探検ランド

老朽化などで休止していたが、2021年（令和3年）にリニューアル。情報科学芸術大学院大学の教員らによる作品を展示。

### 森の染織工房アトリエのの
- 1989年（平成元年）9月開館[6]。
- 植物、薬草、木の葉、樹皮、花などを利用した草木染めの体験施設。
- 入館は無料だが、体験は有料である。

### 森のくらし館
- 春日村の尾西地区の民家（嘉永5年（1852年）建築）を移築した建物。
- 史料館として使用されている。

### 長者の里キャンプ場
- 2006年（平成18年）開場。揖斐川町の条例での名称は揖斐川町春日長者の里であり、その中のキャンプ施設及び宿泊施設である[7]。
- 開設期間は4月から11月（バンガローは7月1日から9月30日まで）。
- 予約は森の文化博物館への電話のみである。

## 利用案内
- 所在地：岐阜県揖斐郡揖斐川町春日美束1902番地183
- 開館時間：9:00 - 17:00
- 休館日：水曜日（当該日が祝日の場合は翌日）、12月29日 - 3月20日
- 入館料：大人110円、小中学生50円

## 交通アクセス

### 自動車
- 名神高速道路大垣ICより約70分
- 東海環状自動車道大野神戸ICから約50分